# Lilly Martin Spencer

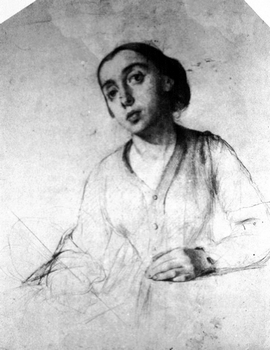
Selbstporträt

Lilly Martin Spencer (* 26. November 1822 in Exeter, England; † 22. Mai 1902 in New York City) war eine Malerin des 19. Jahrhunderts in den Vereinigten Staaten, vor allem bekannt durch ihre Genre- und Porträtmalerei, Stillleben sowie ihre Bilder über das alltägliche Familien- und häusliche Leben.

## Leben
Im Jahre 1822 kam Angélique Marie Martin, genannt Lilly, in der englischen Stadt Exeter als einzige Tochter von Gilles Marie Martin and Angelique Perrine LePetit Martin zur Welt. Ihre Eltern waren ein politisch fortschrittliches und liberales Paar französischer Abstammung, die im Frankreich des späten 18. Jahrhunderts aufwuchsen, wo Frauen oft hochgebildet und sehr an sozialen Reformen wie dem Frauenwahlrecht und der Abschaffung der Sklaverei interessiert waren. Insbesondere die Mutter prägte als Anhängerin des französischen Sozialtheoretikers Charles Fourier den Glauben ihrer Tochter an die Gleichberechtigung von Mann und Frau und nutzte die Gemeinschaft als Möglichkeit zur Kinderbetreuung.
1830 emigrierte die Familie mit ihren drei Kindern in die USA, zunächst nach New York und zog 1833 nach Marietta (Ohio), wo der Vater als Lehrer und Farmer tätig war. Lilly und ihre beiden Brüder wurden von ihren gut gebildeten Eltern zu Hause unterrichtet, wobei die umfangreiche Familienbibliothek eine große Auswahl an Lehrmaterialien enthielt, die Werke von Shakespeare, Rousseau, Voltaire und vielen anderen enthielten. Lilly Martin zeigte schon in jungen Jahren künstlerisches Talent und begann, bei lokalen Künstlern Zeichnen und Ölmalerei zu lernen.
Schon bei ihrer ersten Ausstellung im Pfarrhaus der St Luke’s Episcopal Church in Marietta im Jahre 1841 erregte die Künstlerin große Aufmerksamkeit, u. a von dem Porträtmaler Nicholas Longworth, ein wohlhabender Kunstmäzen, der Spencer finanzielle Unterstützung und die Möglichkeit anbot, in Europa Kunst zu studieren, doch sie lehnte ab. Im Herbst 1841 reiste die Künstlerin mit ihrem Vater für eine weitere Ausstellung nach Cincinnati und blieb dort sieben Jahre, um mit Künstlern wie John Inso Williams oder James Beard zu arbeiten.
Lilly Martin Spencer erhielt Unterricht von lokalen Künstlern wie Charles Sullivan und Sala Bosworth, einer Porträt- und Landschaftskünstlerin, die an der Pennsylvania Academy of Fine Arts ausgebildet wurde. Insbesondere bekam Lilly Martin Spencer Unterstützung beim Kolorieren ihrer Kohlezeichnungen. Sullivans Einfluss ist in Lillys Frühwerk deutlich zu erkennen. Innerhalb weniger Jahre hatte sich Lilly Martin Spencer als führende lokale Künstlerin etabliert. Ihre regionale Popularität wuchs und 1842 nahm sie private Aufträge für Porträts an und stellte in örtlichen Geschäften aus. Auch die Feministin Elizabeth Cady Stanton wurde von Lilly Martin Spencer porträtiert.
Mit 22 Jahren heiratete Lilly Martin am 24. August 1844 den Engländer Benjamin Rush Spencer in Cincinnati, einen Mann ohne Geld und Beruf. Zunächst ließ sich das Paar in New York City nieder, anschließend in Newark (New Jersey) und schließlich zogen sie 1848 in ein großes Haus nach Highland (New York) auf der anderen Seite des Hudson River von Poughkeepsie. Von ihren 13 Kindern erreichten 7 das Erwachsenenalter.
Lilly Martin Spencer organisierte ihr weiteres Studium selbst und besuchte abendliche Zeichenkurse an der National Academy of Design (heute: National Academy Museum and School) in New York, einer der führenden Kunstschulen des Landes, die 1825 als Berufsorganisation von Künstlern gegründet wurde. Die jährliche Ausstellung im 19. Jahrhundert war der wichtigste Veranstaltungsort für amerikanische Künstlerinnen und Künstler, die ihre Werke zeigten. 1850 wurde Lilly Martin Spencer zum Ehrenmitglied der Akademie ernannt, die höchste Auszeichnung, die die Institution damals für Frauen zuließ.
Lillys Fortschritt wurde durch die Herstellung und den Verkauf von Stichen ihrer Gemälde durch die Western Art-Union in Cincinnati gefördert, eine auf Abonnements basierende Organisation, deren Ziel es war, die amerikanische Öffentlichkeit über nationale Kunst aufzuklären, zu informieren und gleichzeitig Künstlerinnen und Künstler zu unterstützen. Durch diese Organisation gelangten Reproduktionen von Spencers Gemälden in Tausende Haushalte und sie wurde landesweit bekannt. Die meisten ihrer Verkäufe erfolgten über diese Kunstgewerkschaften, die jedoch Mitte des 19. Jahrhunderts aufgrund niedriger Mitgliedsbeiträge scheiterten.
Lilly Martin Spencer war die Hauptverdienerin, während ihr Mann ihr assistierte, indem er zum Beispiel Hintergründe malte, Ausstellungen arrangierte und die Bilder seiner Frau verkaufte. Er verwaltete zudem den wachsenden Haushalt, was zur damaligen Zeit sehr ungewöhnlich war. Um das Familieneinkommen weiter aufzubessern, fertigte sie handkolorierte Lithografien an. Ihr bedeutendster Verleger und Förderer war der New Yorker Kunsthändler William Schaus. Jener verlegte ihre Lithografien und stellte ihre Bilder aus. Auch ließ er seine Frau und sein Kleinkind vor ihr porträtieren. Im Gegensatz zu den meisten amerikanischen Künstlern ihrer Zeit verzichtete Lilly Martin Spencer auf eine Reise nach Europa und studierte stattdessen die Werke der neuen europäischen Kunst in den zahlreichen Galerien New Yorks. Inspiriert wurde sie vor allem durch die Düsseldorf Gallery, wo sie den Realismus neuer deutscher Künstler kennenlernte. Ihre bekanntesten Werke schuf sie zwischen 1848 und 1858. Marcus Ward, ein Industrieller aus Newark, New Jersey, der eine erfolgreiche Kerzen- und Seifenfabrik besaß, beauftragte Lilly Martin Spencer, drei Porträts seiner vier Kinder zu malen. Ward bot der Künstlerin ein Haus und ein Atelier an, und so zogen die Spencers 1858 nach Newark. Dort züchteten sie Hühner und pflanzten Gemüse an, da das Einkommen aus der Kunst nicht reichte. Einige Jahre später gründete Lilly Martin Spencer ein Studio in New York, wo sie einige Jahre an ihrem monumentalen Gemälde „Truth Unveiling Falsehood“ arbeitete. Nach dem Bürgerkrieg wurde die Genremalerei in Amerika zunehmend unpopulär. Lilly Martin Spencer wandte sich nun hauptsächlich wieder Auftragsporträts, insbesondere von Kindern, zu. Ihre Beliebtheit nahm ab, aber sie arbeitete weiter. Im Winter 1879/80 zog die Familie erneut in ein großes Haus im ländlichen Highland, New York. Ihre Gemälde spiegeln diesen Wandel mit zunehmender Detailgenauigkeit in Landschaften und Szenen des Bauernlebens wider. In den 1880er Jahren versuchte Lilly Martin Spencer, ihre Arbeit wieder der Öffentlichkeit vorzustellen, stellte jedoch fest, dass sich der Markt drastisch verändert hatte. Die Kunstwelt wurde nicht länger von der Mittelschicht bestimmt, sondern die Wohlhabenden wurden von Kunsthändlern gesteuert, die „seriöse“ europäische Arbeiten vorantrieben.
Nach 46 Ehejahren starb der Ehemann der Künstlerin im Februar 1890. Lilly Martin Spencer verkaufte die Farm und zog auf eine etwa 10 Meilen entfernte Farm. Ihr Studio in der Stadt behielt sie und arbeitete dort bis zu ihrem Tod im Mai 1902 weiter. Lilly Martin Spencers künstlerische Karriere erstreckte sich über mehr als 60 Jahre. Alle Einnahmen aus dem Verkauf ihrer Bilder flossen in die Unterstützung ihrer Familie.

## Werk
Lilly Martin Spencers malte vor allem Familienbilder und häusliche Szenen, in denen sie Dienstmädchen, Kinder und ihre Mütter – meist mit Öl auf Leinwand – porträtierte. Oft nahm sie dabei ihre eigene Familie und Haushaltshilfen als Vorlage. Daneben fertigte sie Stillleben an, die damals als geeignete Motive für Künstlerinnen galten, da sie zu Hause gemalt werden konnten und kein Studium des menschlichen Körpers erforderte. Sie ließ sich oft von Etikette-Büchern beeinflussen, was zu einer Liebe zum Detail in der Umgebung wie Obstschalen und Blumenarrangements führte. Sie bevorzugte helle, klare Farben. Ihre Werke erhielten meist kurze, einprägsame Titel, die das Thema des Gemäldes thematisierten.
- Ca. 1841: Self-Portrait[3]
- 1844 – 1848: Shepherdess Mending Stockings[3]
- 1845: Young Women in a Seventeenth-Century Costume[3]
- 1845: Old Man with Two Children[3]
- 1848: The Little Navigator[3]
- 1848: The Young Teacher[3]
- 1848 – 1852: Self-Portrait[8]
- 1849: Life’s Happy Hour[3][A 1]
- 1849: Domestic Happiness, Öl auf Leinwand[9]
- Ca. 1851/1852: Conversation Piece, Metropolitan Museum of Art, New York City[10]
- 1852: Reading the Legend, Öl auf Leinwand[11]
- 1852: Peeling Onions, Öl auf Leinwand, Memorial Art Gallery of the University of Rochester, Vereinigte Staaten[12][13][A 2]

- 1854: Shake Hands[14]

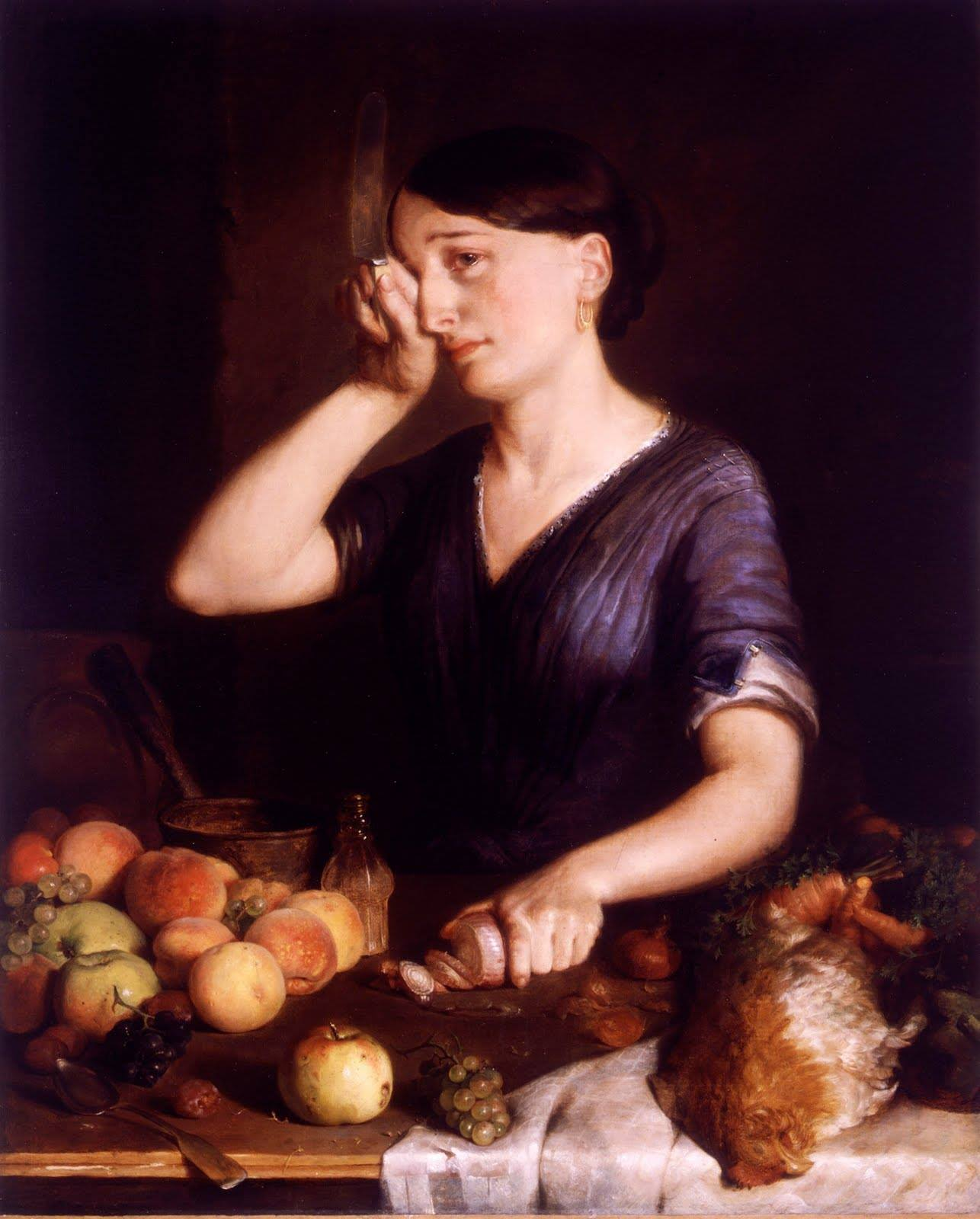
Peeling onions (ca. 1852)

- 1854: The Young Husband: First Marketing, Öl auf Leinwand, Metropolitan Museum of Art, New York City, Sammlung Edward E. Abrahams, Geschenk von Max N. Berry, 2015[6][15][16][A 3]
- 1854: The Height of Fashion[2][A 4]
- 1854: One of life’s happy hours[17]
- 1855: Clap Hands[3]
- Ca. 1855: Patty-cake, Öl auf Leinwand, Cincinnati Art Museum, Cincinnati[18]
- 1856: Child Playing with Fish Bowl[3]
- 1856: Child Playing with Cat, Öl auf Kompositionstafel, The Newark Museum of Art, Newark (New Jersey)[19]
- 1856: Kiss Me and You’ll Kiss the Lasses, Öl auf Leinwand, Brooklyn Museum, New York City[20][21][A 5]

- Ca. 1857: Choose Between[3]

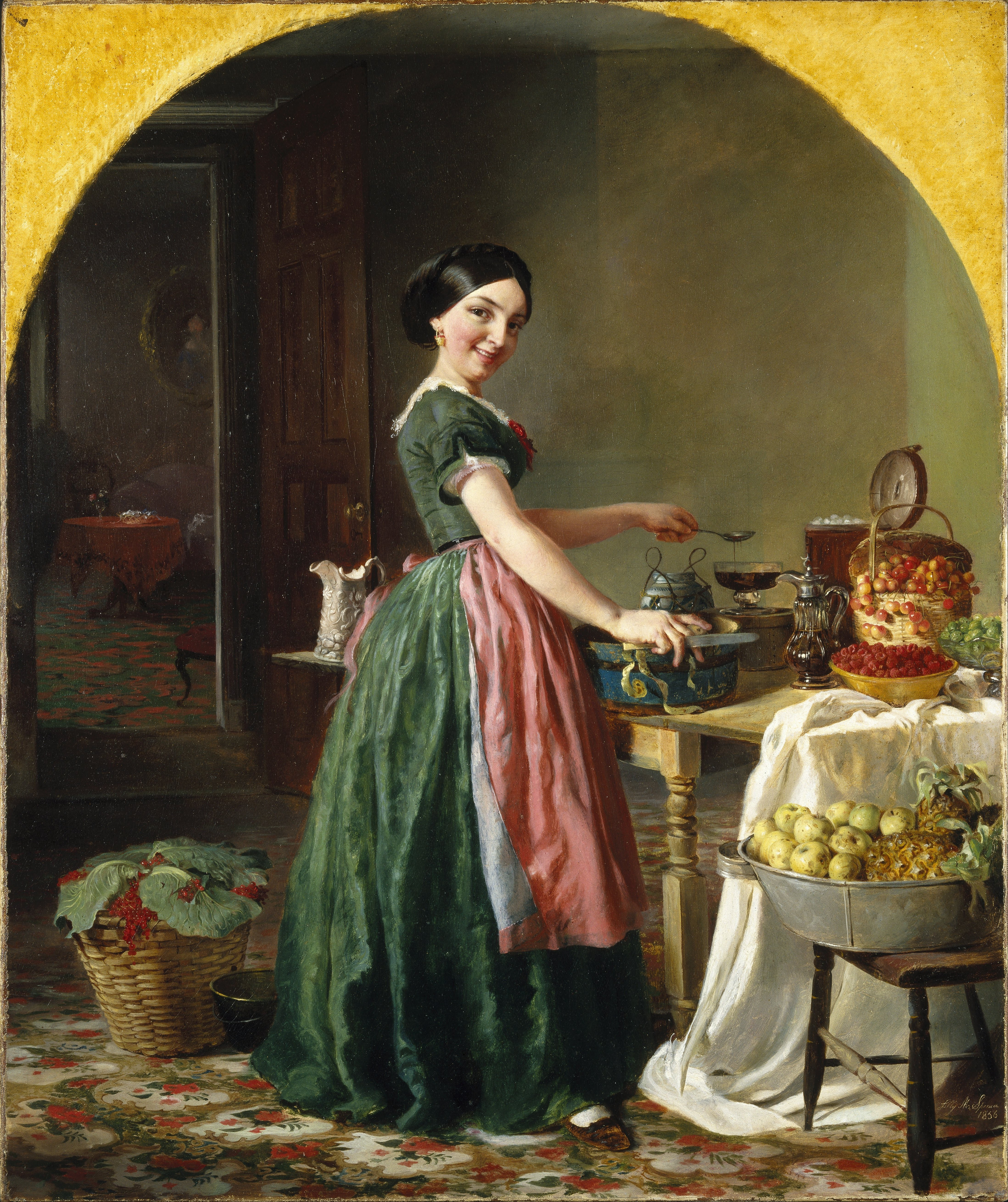
Kiss Me and Youll Kiss the Lasses

- 1857: This Little Pig Went to Market, New Britain Museum of American Art[22]
- 1857: Listening to Father’s Watch[23]
- 1858: Fi! Fo! Fum![3]
- 1859: Still Life with Watermelon, Pears and Grapes, Öl auf Leinwand, National Museum of Women in the Arts, Washington, D.C., Schenkung von Wallace und Wilhelmina Cole Holladay[1]
- 1859: King Lear, Öl auf Karton, National Museum of Women in the Arts, Washington, D.C.[24]
- Ca. 1859: Raspberries, Öl auf Leinwand, National Gallery of Art, Washington, D.C.[25]

- 1860: Grandpa’s Prodigies[3]
- 1860/1863: A Girl in a Swing with an Attendant, Öl auf Leinwand[26]
- 1860/1869: Oranges, Nuts, and Figs, Öl auf Leinwand, Museum of Fine Arts, Houston[27]
- 1864: The Artist and Her Family on a Fourth of July Picnic, Öl auf Leinwand, National Museum of Women in the Arts, Washington, D. C., Schenkung von William Frederick Hahn Jr. zum Gedenken an seine Ehefrau Muriel Glucker Hahn.[2][28][A 6]

- 1865: Still life of flowers in a tazza[29]
- 1866: War Spirit at Home: Celebrating the Battle at Vicksburg, Öl auf Leinwand, Newark Museum of Art[1][3][5][30][31][A 7]

- 1866: The pic nic on the fourth of July „A day to be remembered“[32]
- 1867: Mother and Child by the Hearth, Öl auf Leinwand, Pennsylvania Academy of the Fine Arts, Philadelphia, Pennsylvania[33]
- 1867/1868: The Home of the Red, White and Blue[3][A 8]
- 1869: We Both Must Fade (Mrs. Fithian), Öl auf Leinwand, Smithsonian American Art Museum, Washington, D.C.[2][34][A 9]
- 1869: Truth Unveiling Falsehood, Öl auf Leinwand[3][35][A 10]

- Ca. 1885: Caroline Scott Harrison in profile view, Öl auf Leinwand[36]
- 1894: The Spinner, Öl auf Leinwand, Frances Lehman Loeb Art Center[37]
- War Spirit at Home[38]
- See How the Sun Shines[39]
- The Butterfly and the Cat[40]

## Ausstellungen
- 1841: Erste Ausstellung im Pfarrhaus der St Luke’s Episcopal Church in Marietta[3]
- Ausstellungen in Washington, D.C. und Boston[3]
- National Academy Museum and School, New York[1]
- American Art Union in New York[1]
- 1876: Philadelphia Centennial Exhibition, Women’s Pavillon, Philadelphia[1]
- 1973: Lilly Martin Spencer, National Collection of Fine Arts der Smithsonian Institution, Washington, D.C.[41]
- 1987: American Women Artists: 1830 – 1930, Washington D.C.[1]
- 1990/1991: Four Centuries of Women’s Art: National Museum of Women in the Arts Im Rahmen einer einjährigen Wanderausstellung durch acht Städte in Japan[1]
- 1997/1998: Preserving the Past, Securing the Future: Donations of Art, National Museum of Women in the Arts, Washington D.C.[1]

## Rezeption
Lilly Martin Spencers Bilder waren im 19. Jahrhundert sehr beliebt. In den späten 1840er und 1850er Jahren erlangte ihr Werk in Europa und den USA große Popularität. 1859 bestätigte die Schriftstellerin Elizabeth Fries Ellet: „Mrs. Spencer’s high position among American artists is universally recognized in the profession“.
Lilly Martin Spencer produzierte Arbeiten für eine Reihe prominenter Auftraggeber. Ein Großteil von Spencers Ruhm resultierte jedoch aus dem weitverbreiteten Verkauf kostengünstiger gravierter Kopien ihrer Ölgemälde. Ihre Werke wurden reproduziert und in ganz Amerika, manchmal sogar bis nach Europa, verbreitet und wurden hoch gelobt.

„Her paintings exude an enthusiasm and happiness reminiscent of seventeenth-century Dutch art… enhanced by a disarming gaze directly toward the viewer or his inclusion in a coy flirtation, tease or practical joke.“

Obwohl sie Mitte des 19. Jahrhunderts eine der populärsten und am häufigsten reproduzierten Genremalerinnen war, war dies keine Garantie für finanziellen Erfolg. Sie erhielt keinen Anteil an den Gewinnen aus dem Verkauf von lithografischen Reproduktionen ihrer Werke, sondern profitierte lediglich vom Verkauf der Bildrechte. Die Gemälde selbst wurden hauptsächlich über Künstlervereinigungen verkauft, so dass sie, als diese an Popularität verloren, einen erheblichen Einkommensrückgang hinnehmen musste. Und obwohl sie den Auftrag erhielt, Illustrationen für Zeitschriften und Bücher wie „Godey’s Lady’s Book“ und „The Women of the American Revolution“ von Elizabeth Fries Ellet anzufertigen, brachte dies nicht genug ein, um davon zu leben.
Die Genremalerei und somit auch das Werk von Lilly Martin Spencer geriet Ende des 19. Jahrhunderts zunehmend in Vergessenheit, bis 1978 eine Retrospektivausstellung in der National Collection of Fine Arts der Smithsonian Institution (heute Smithsonian American Art Museum) in Washington, D.C. das Interesse für ihre Arbeit wiederbelebte. Heute ist Lilly Martin Spencer vor allem dafür bekannt, die sich verändernden Geschlechterrollen der amerikanischen Gesellschaft des 19. Jahrhunderts abzubilden.

Weitere Werke (Auswahl)
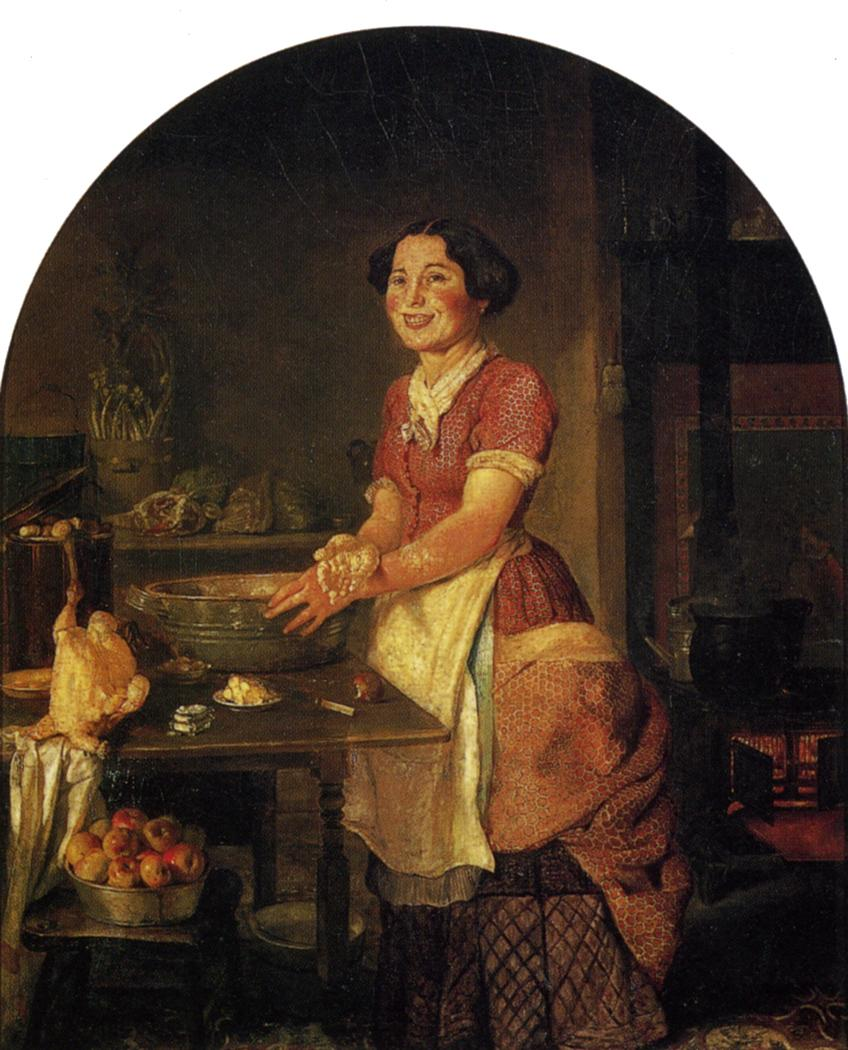
Shake Hands (1854)
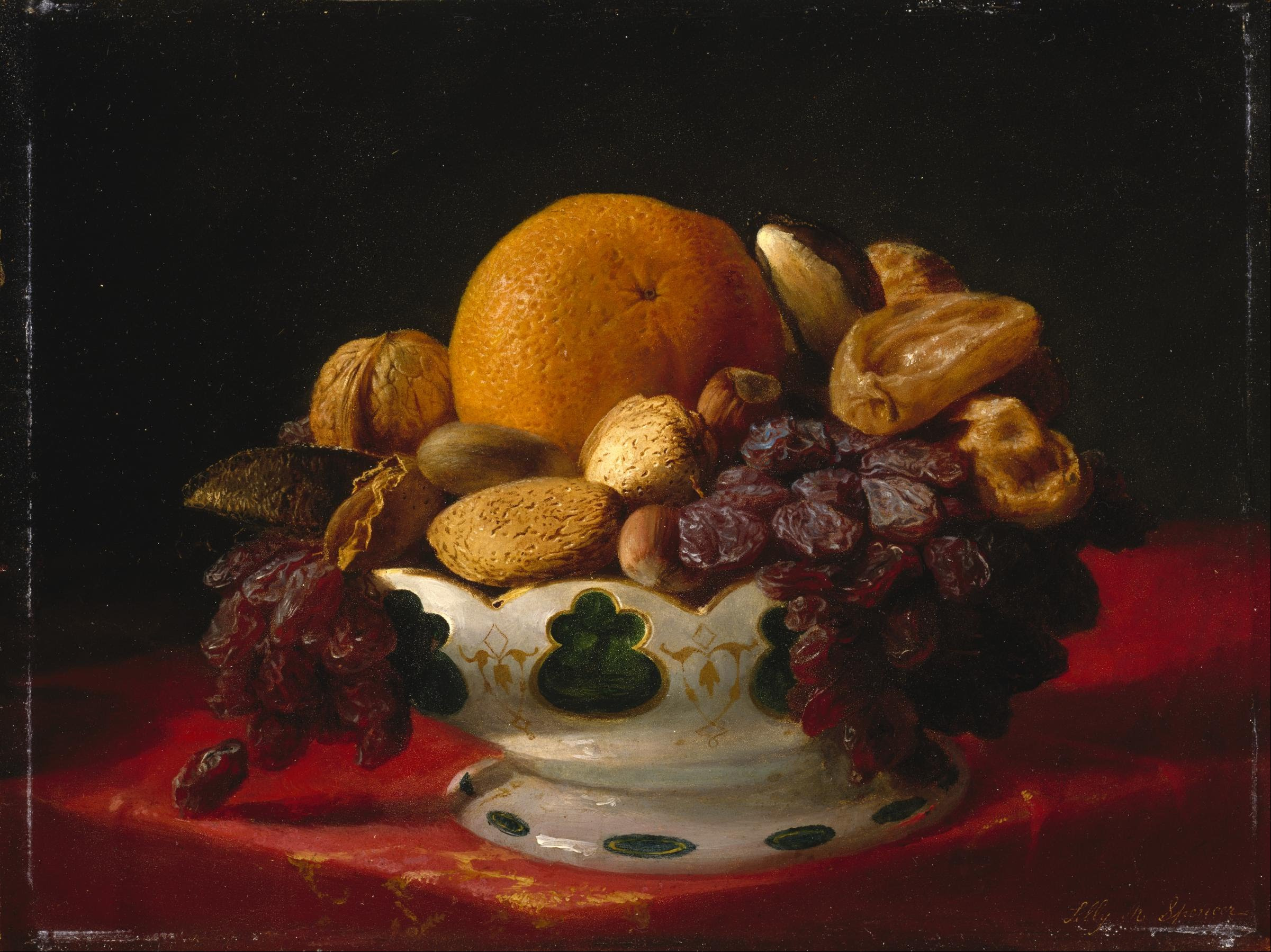
Oranges, Nuts, and Figs
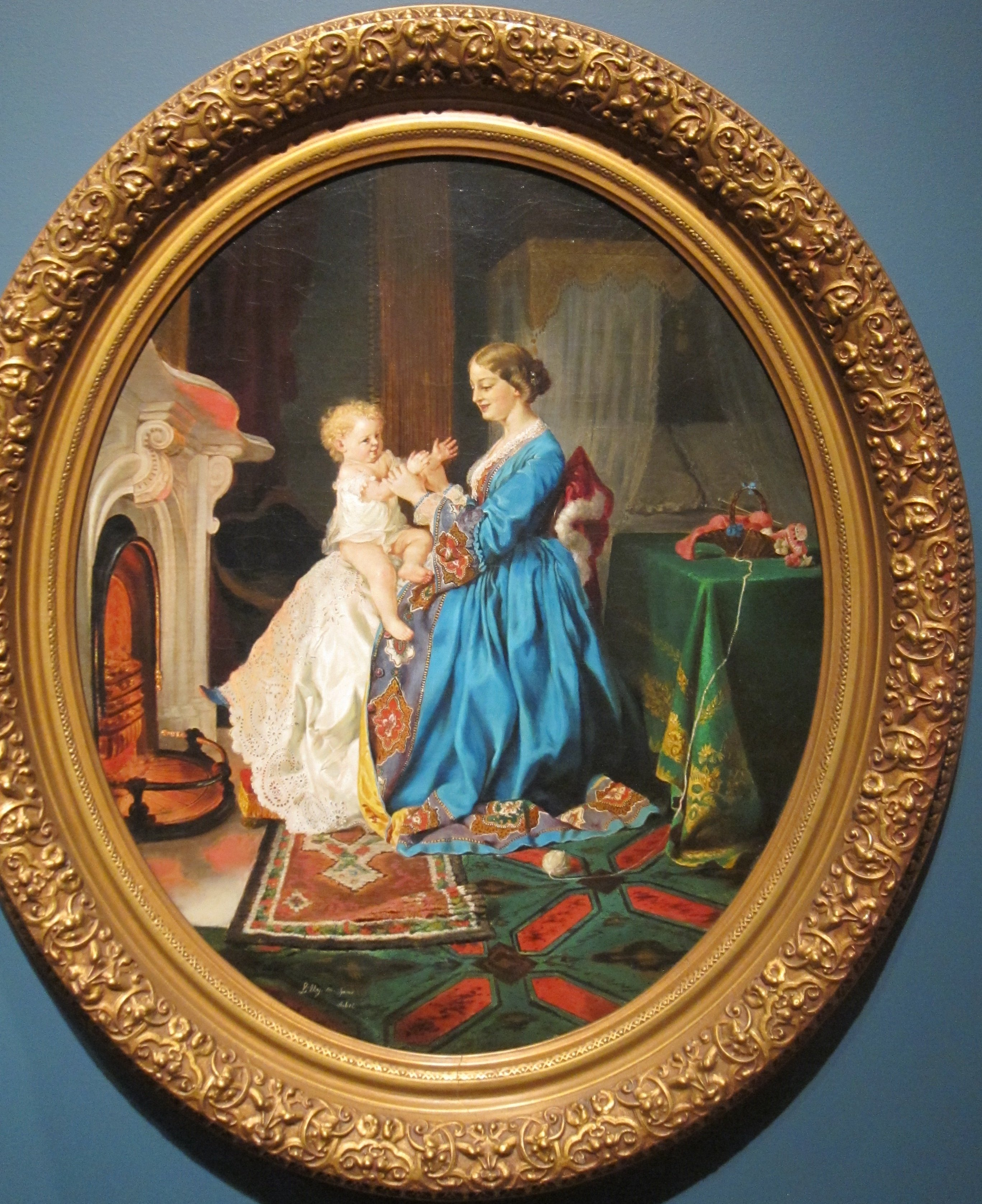
Patty-cake
Raspberries (Ca. 1859)
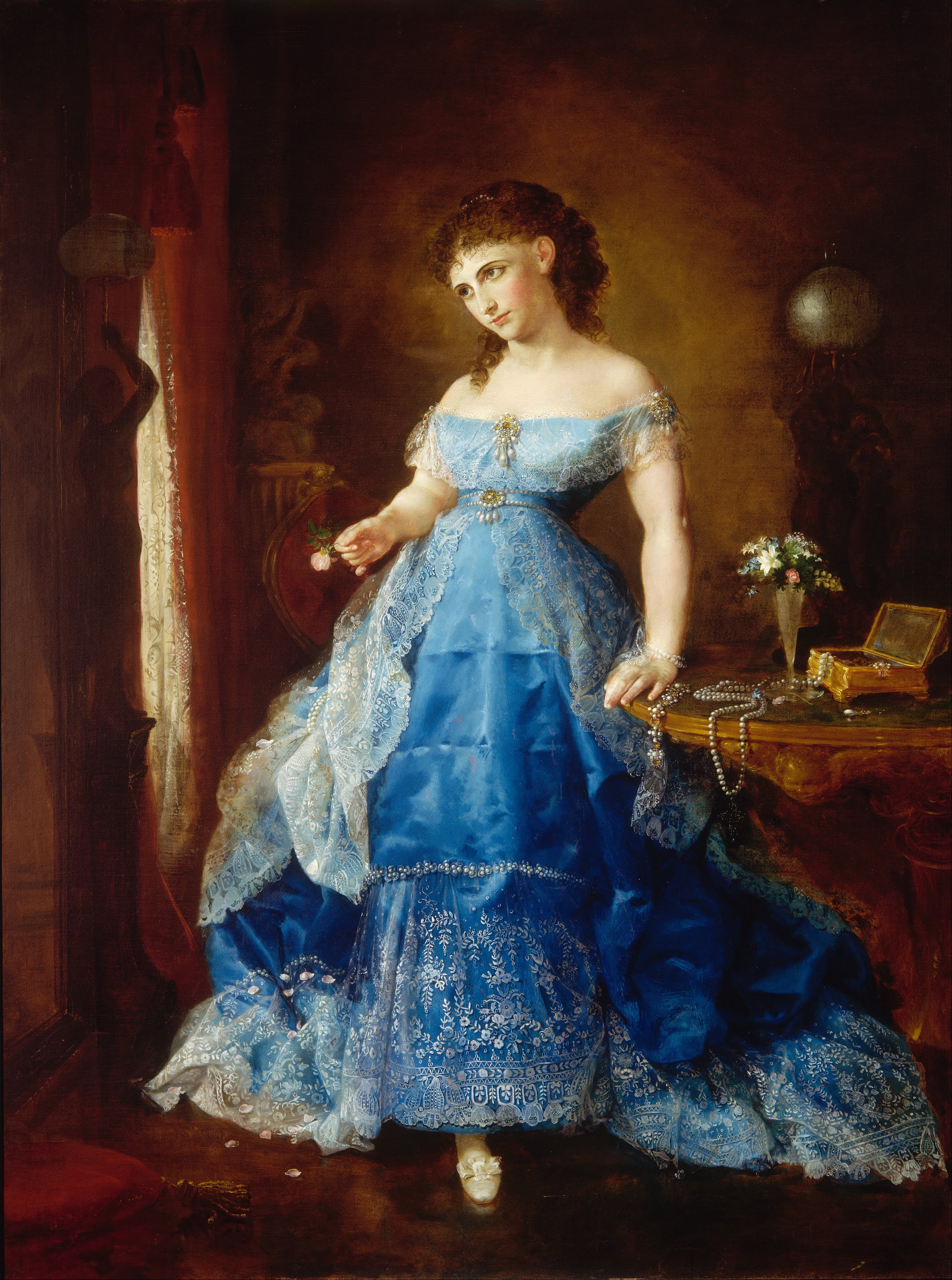
We Both Must Fade (Mrs. Fithian)
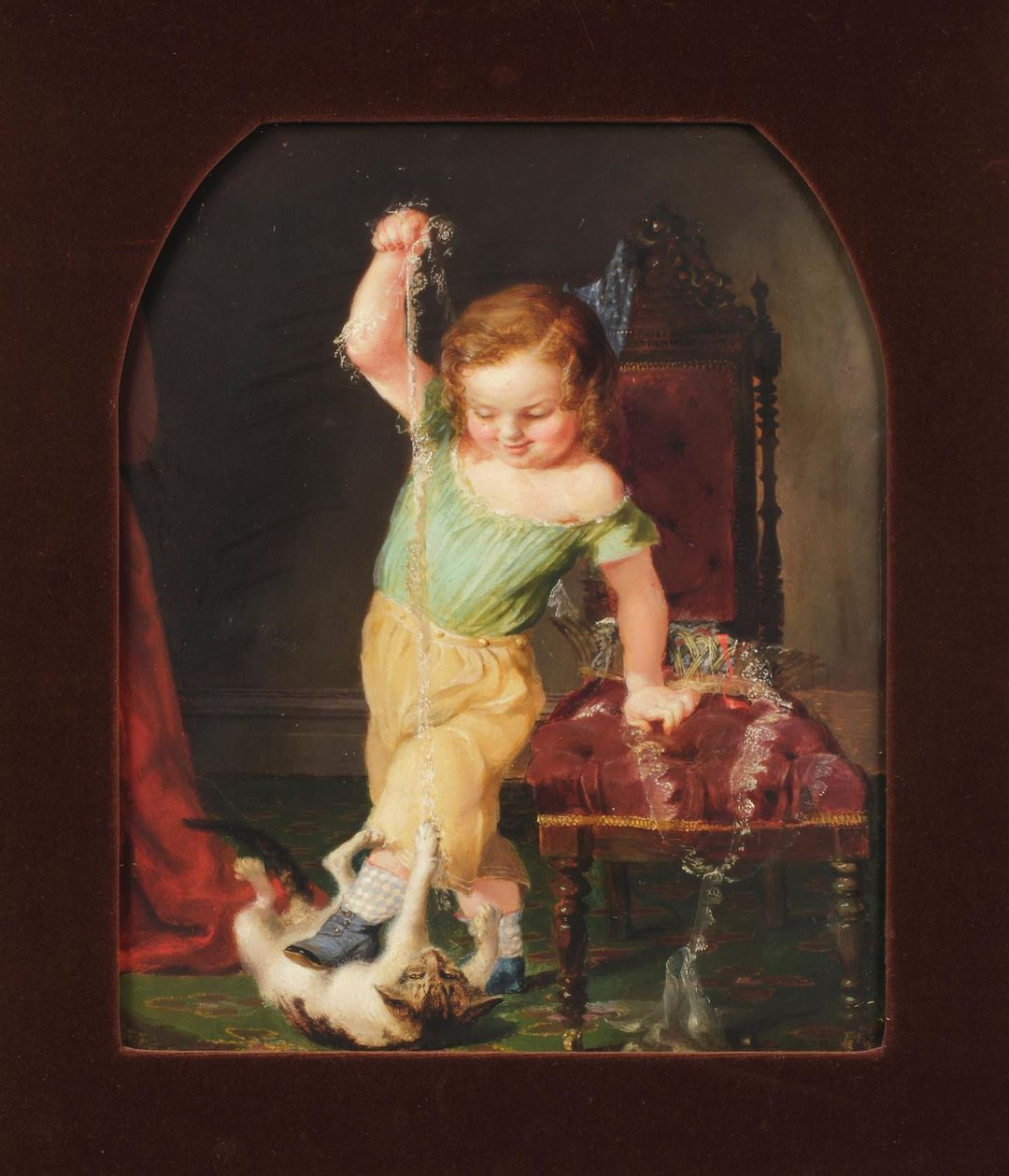
Child Playing with Cat
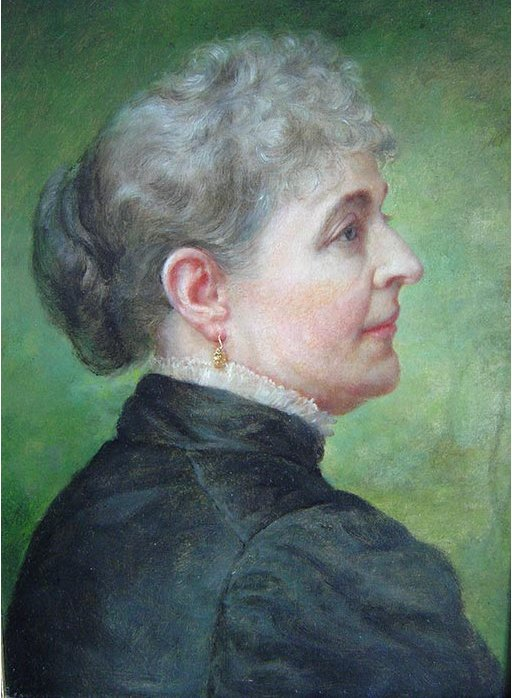
Caroline Scott Harrison in profile view
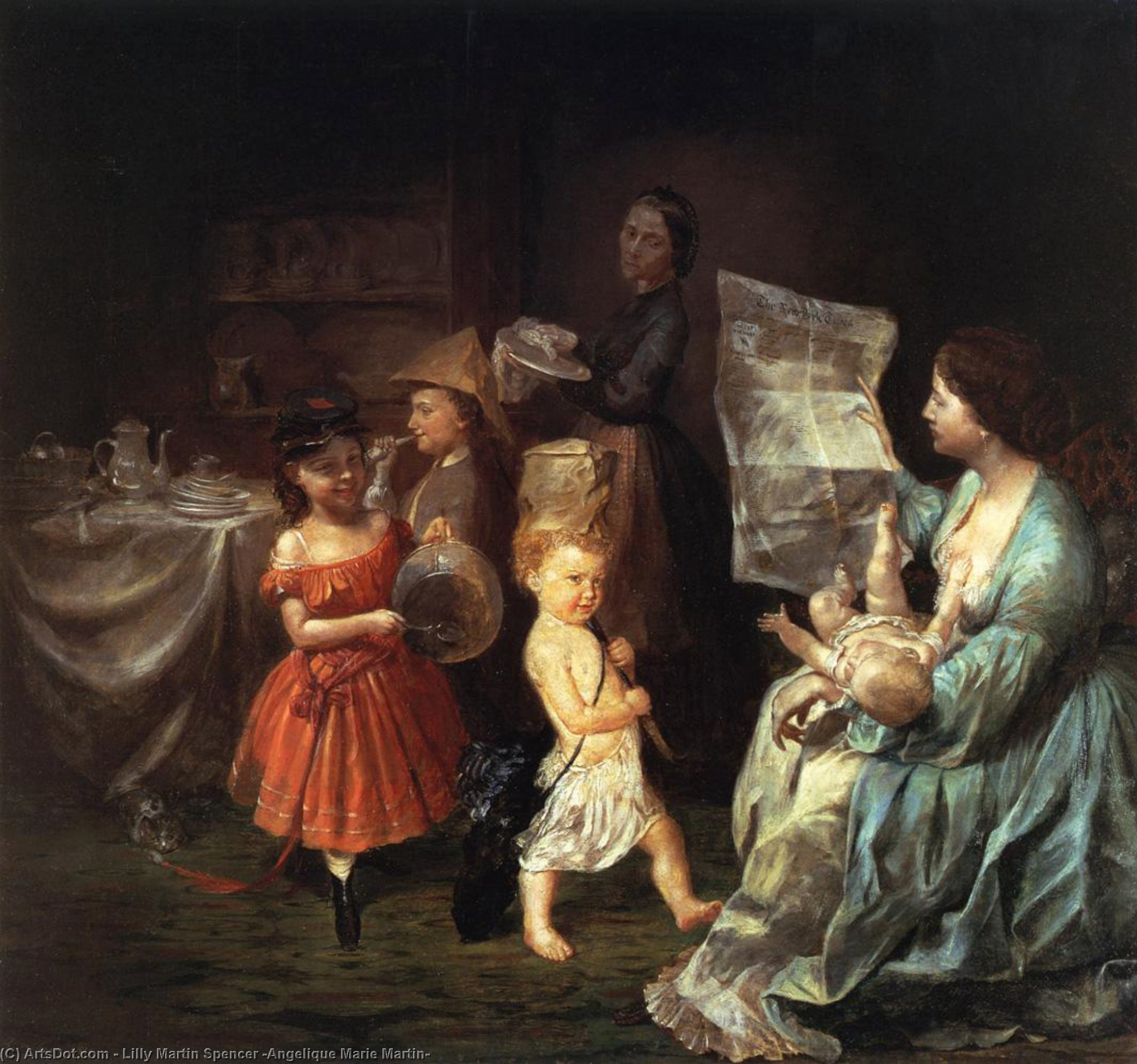
War Spirit at Home
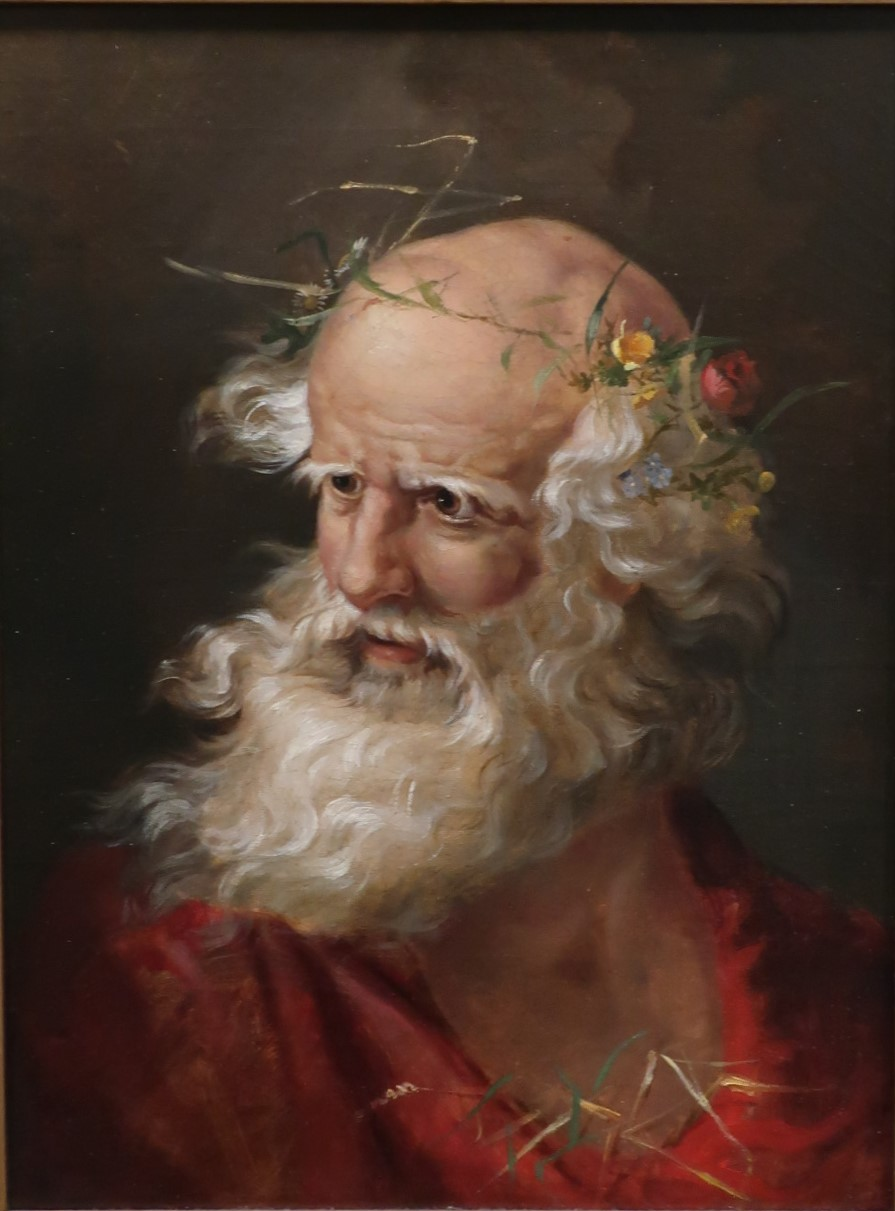
King Lear
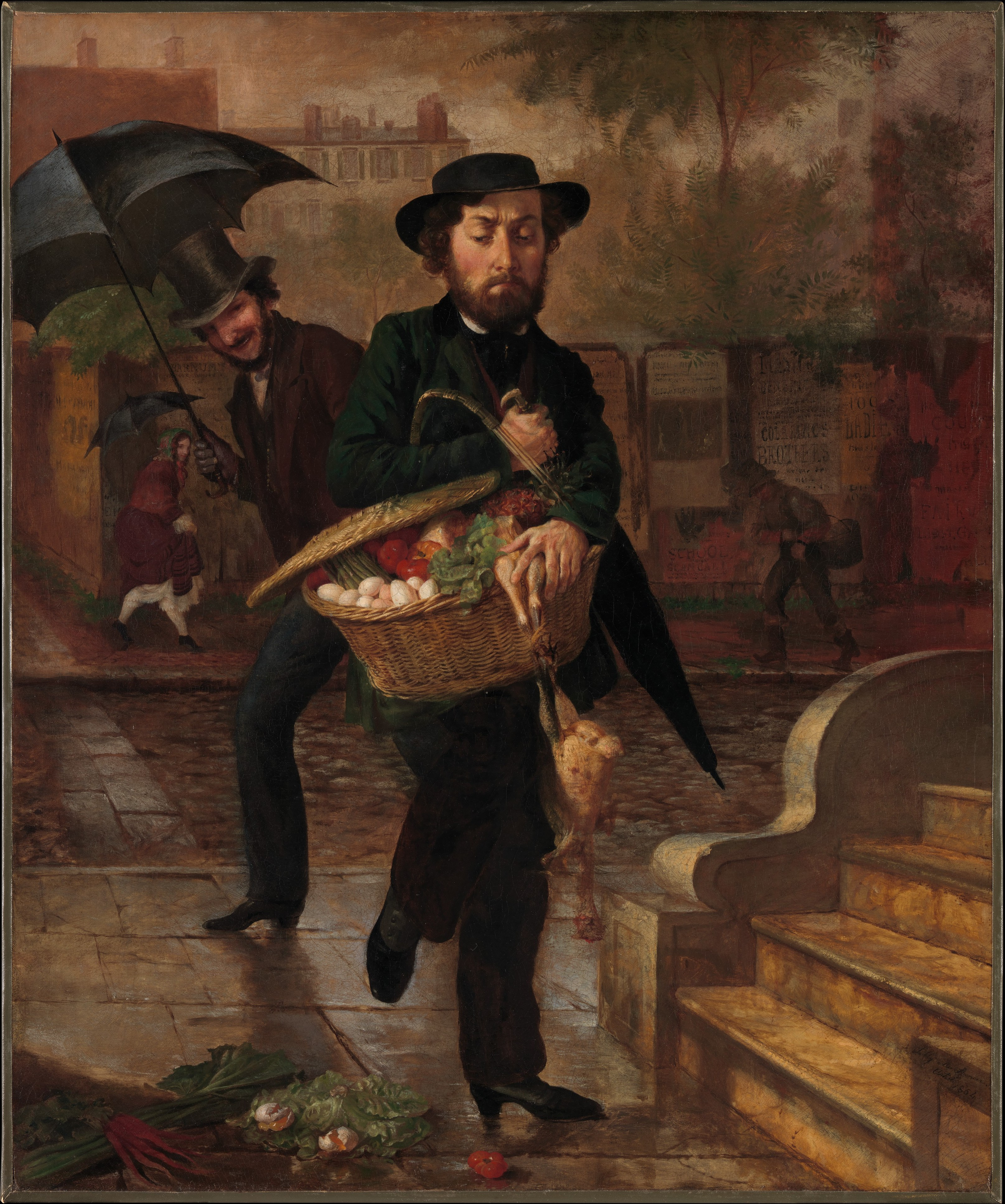
The Young Husband: First Marketing
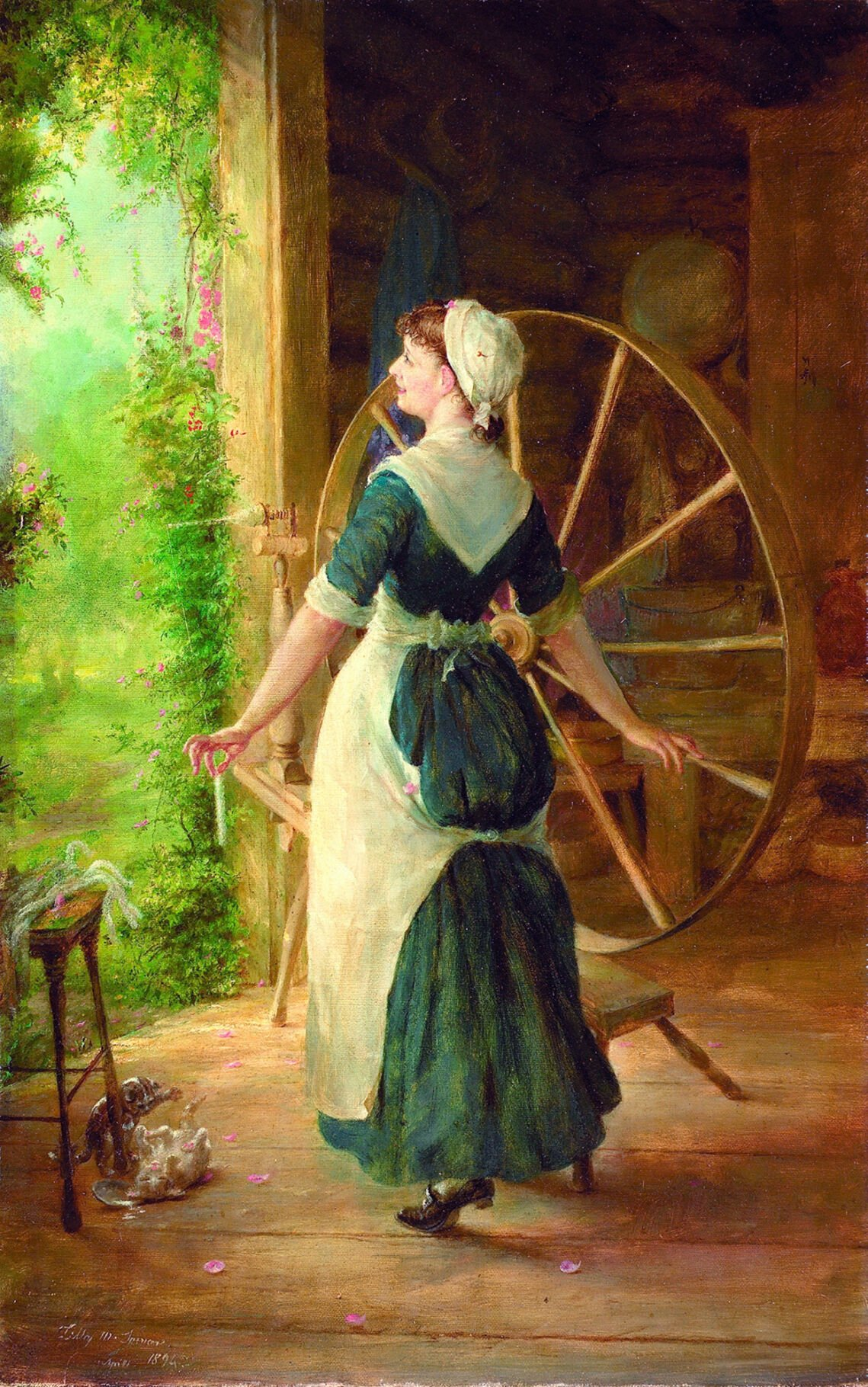
The Spinner (1894)
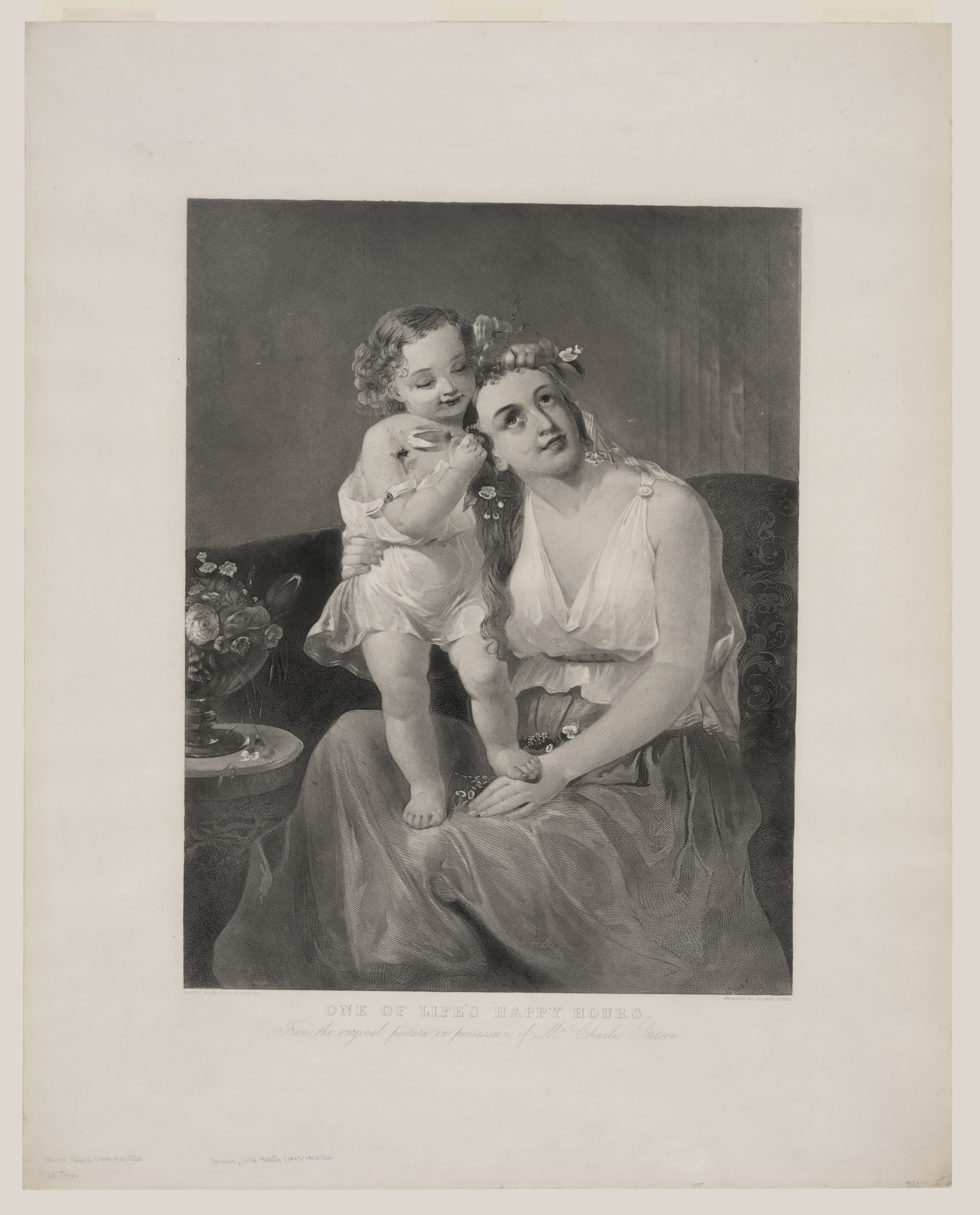
One of life's happy hours
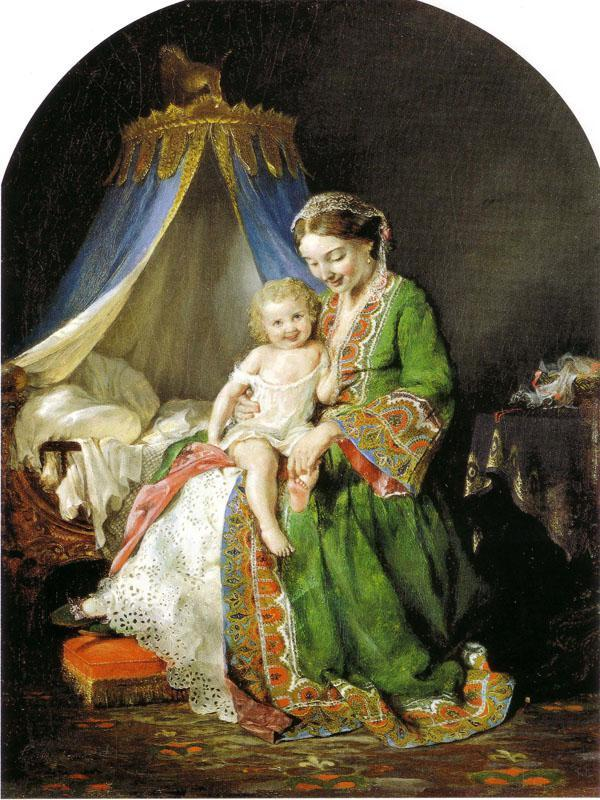
This Little Pig Went to Market
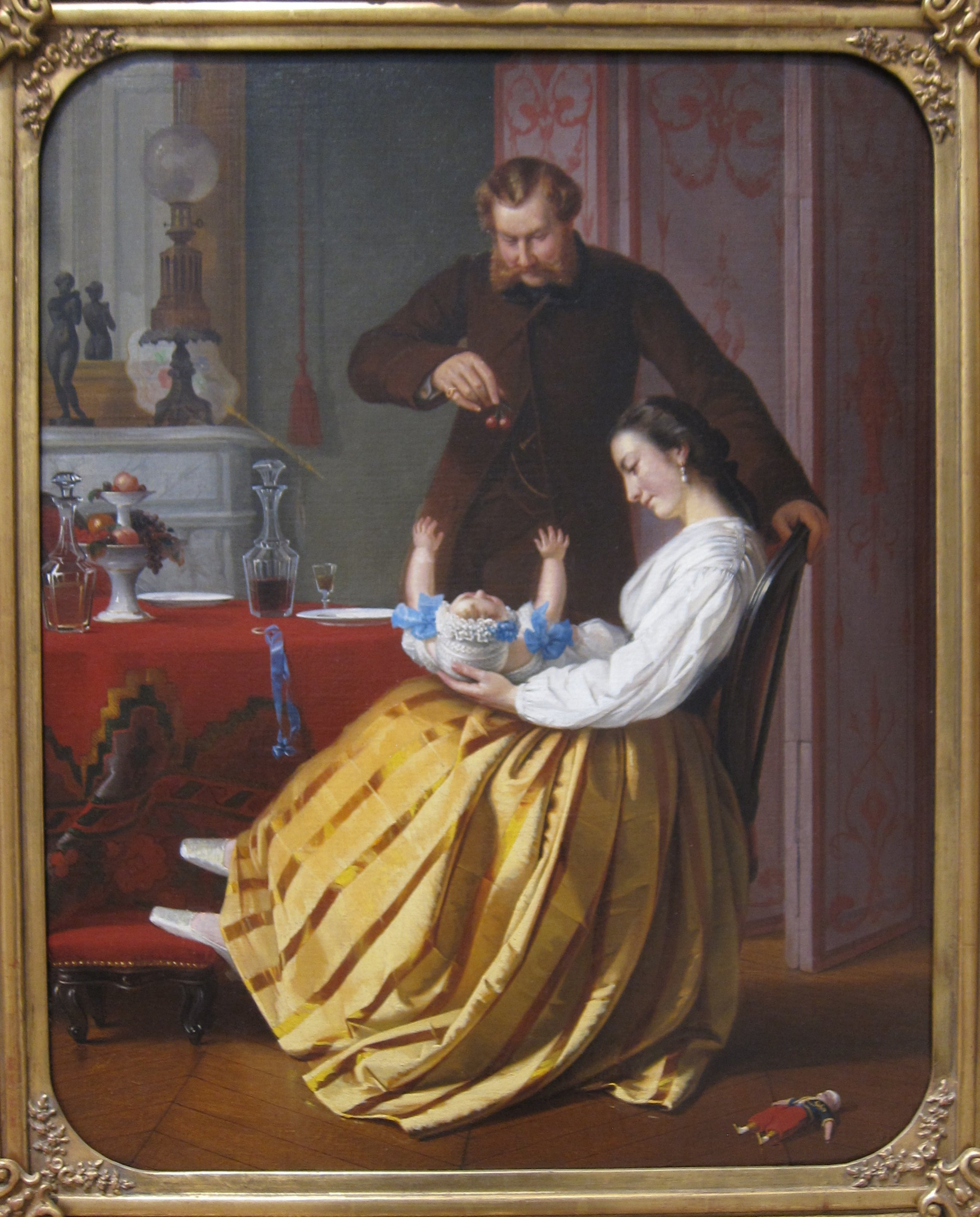
Conversation Piece (Ca. 1851–1852)
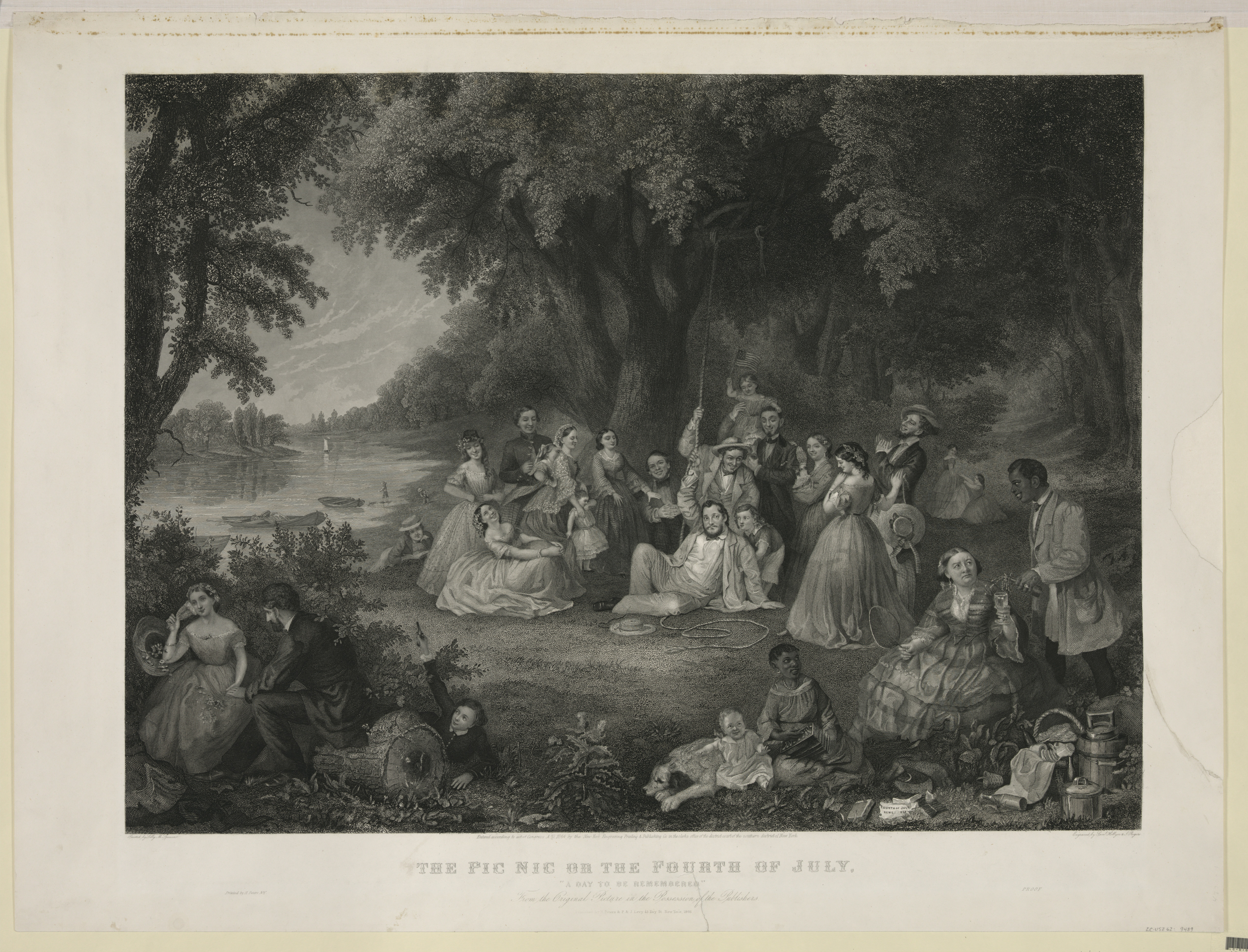
The pic nic on the fourth of July "A day to be remembered"
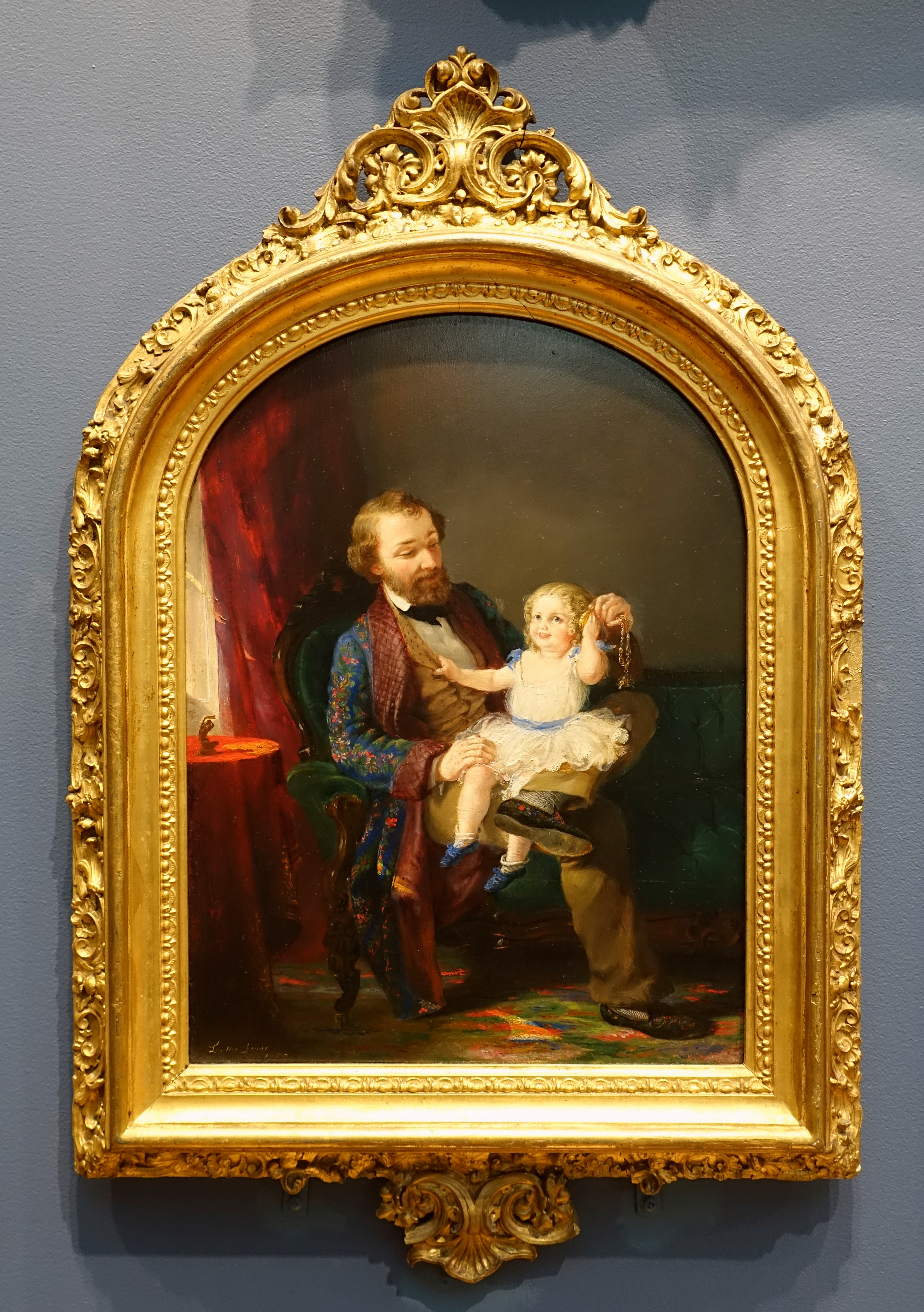
Listening to Father's Watch (1857)
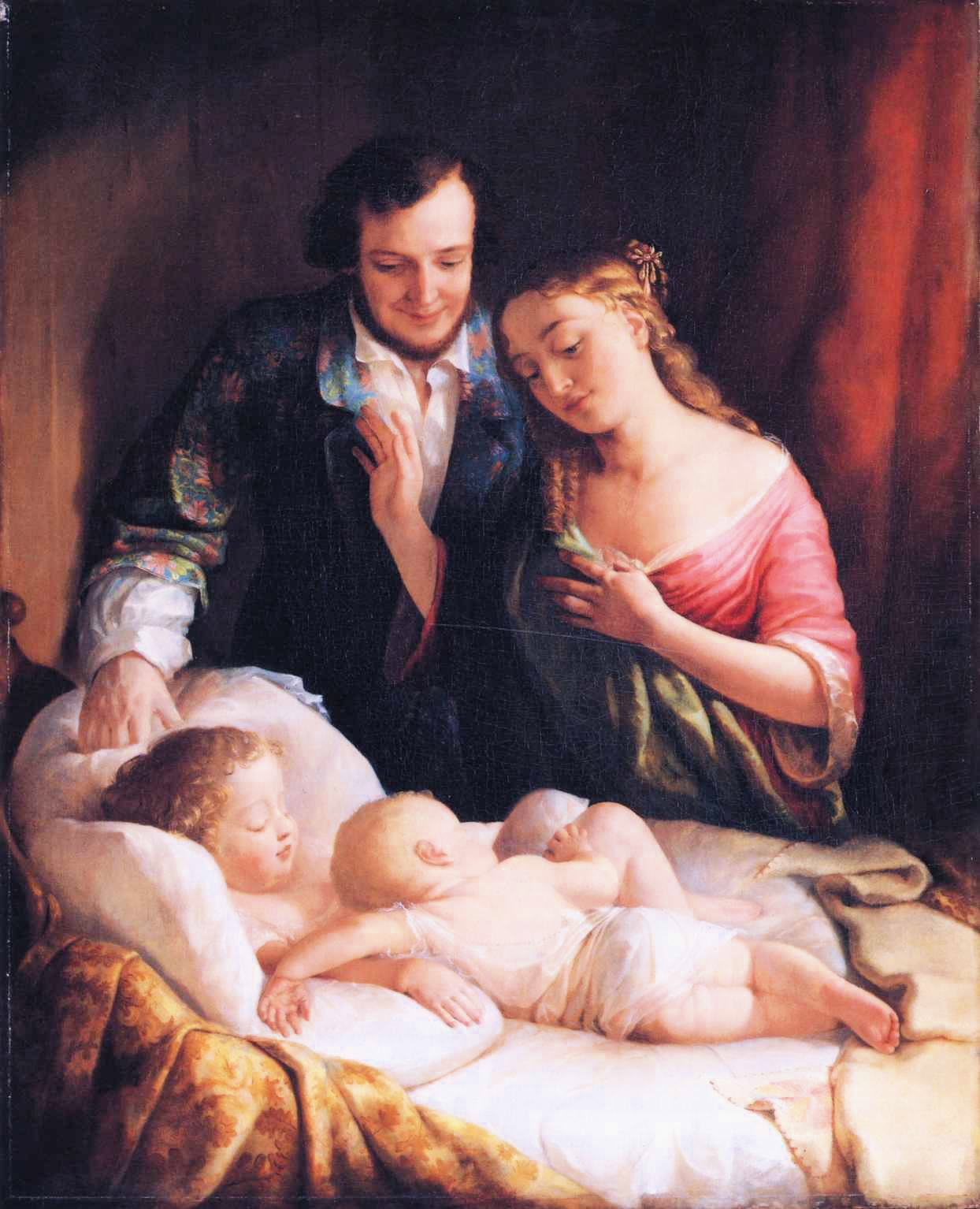
Domestic Happiness
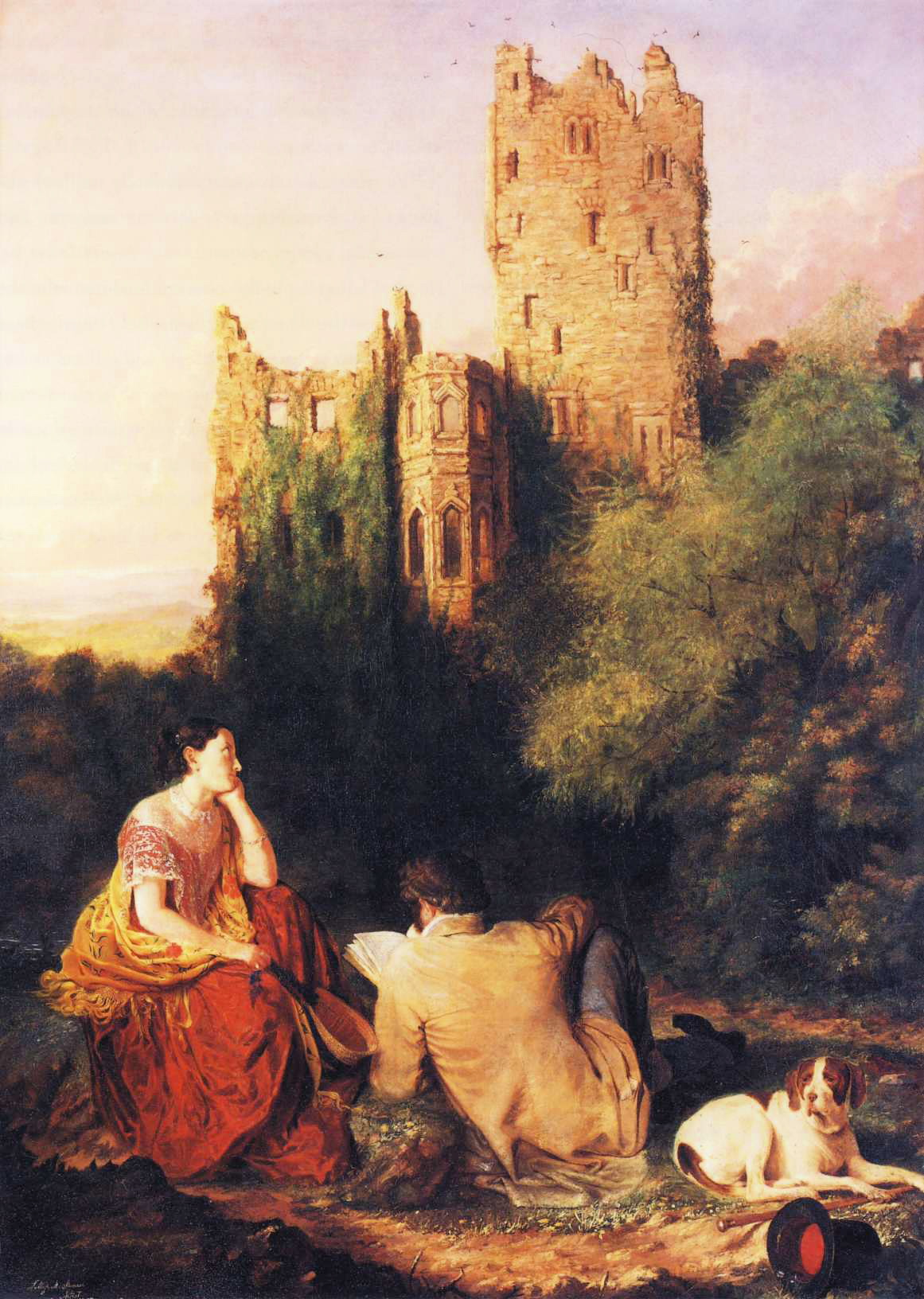
Reading the Legend
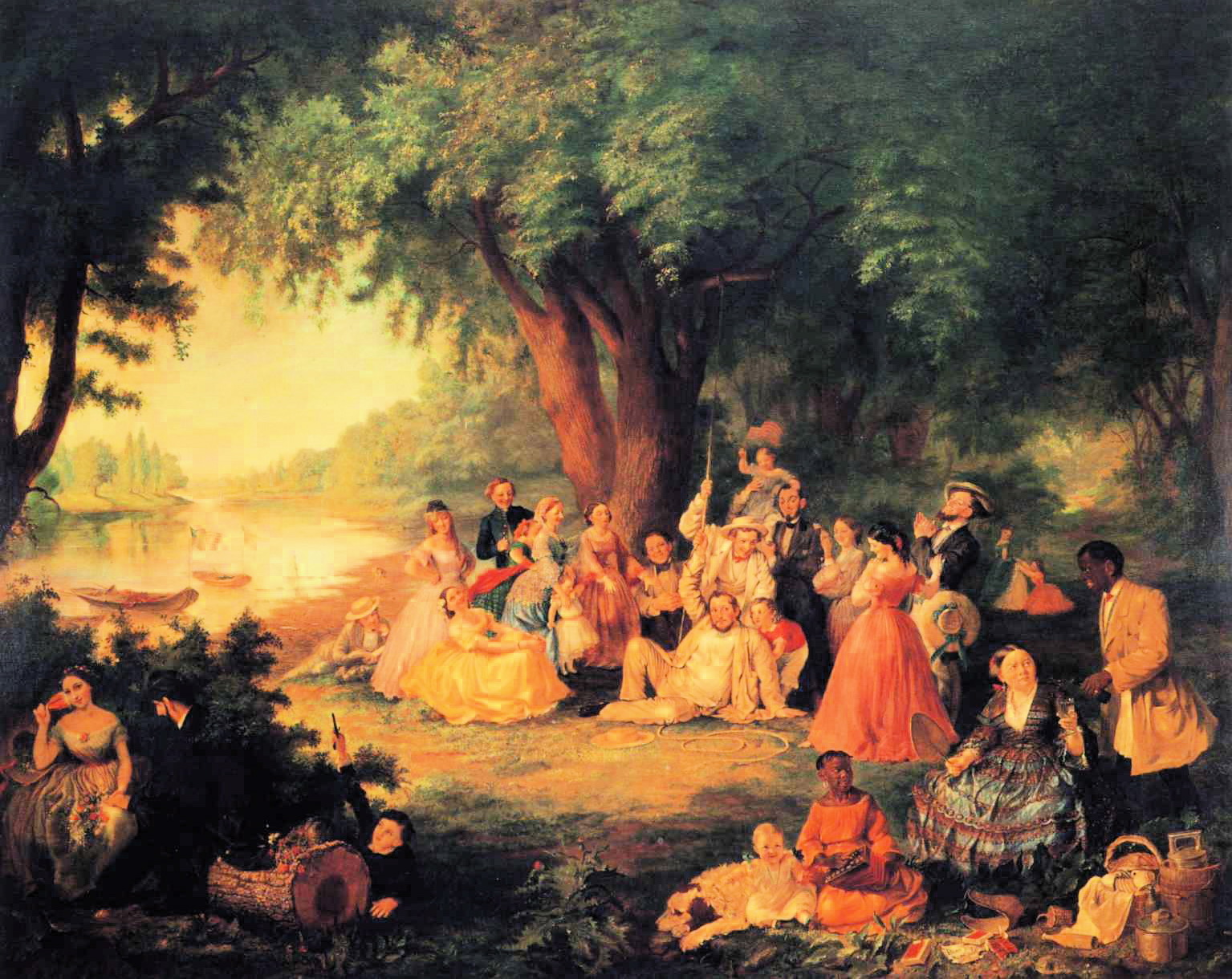
The Artist and Her Family on a Fourth of July Picnic
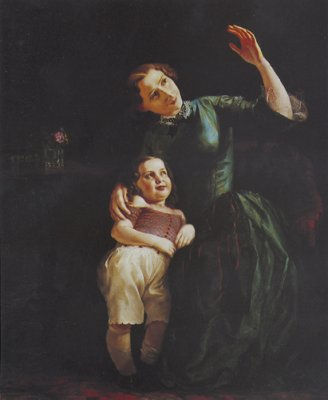
See How the Sun Shines